# A View from the End of the World
A View from the End of the World è un album del gruppo musicale svedese Machinae Supremacy, pubblicato il 3 novembre 2010 dalla Spinefarm Records.

## Tracce
1. A View From the End of the World – 3:52
2. Force Feedback – 5:34
3. Rocket Dragon – 4:51
4. Persona – 5:16
5. Nova Prospekt – 5:13
6. World of Light – 1:14
7. Shinigami – 4:08
8. Cybergenesis – 5:43
9. Action Girl – 4:12
10. Crouching Camper Hidden Sniper – 3:59
11. Indiscriminate Murder is Counter-Productive – 4:07
12. One Day in the Universe – 4:16
13. The Greatest Show on Earth – 3:31
14. Remnant (March of the Undead IV) – 5:54

Durata totale: 61:50